# Patsy Cline
Virginia Patterson Hensley, conocida como Patsy Cline (Winchester, Virginia, Estados Unidos, 8 de septiembre de 1932 - Camden, Tennessee, Estados Unidos, 5 de marzo de 1963) fue una cantante estadounidense de música country. Icono y parte del sonido Nashville de principios de los años 1960, Cline "cruzó" a la música pop y fue una de las más influyentes, exitosas y aclamadas cantantes country del siglo XX. Falleció a la edad de 30 años en un accidente en el avión privado de su mánager, Randy Hugh cuando volaban desde Kansas City (Kansas) y se estrelló en la localidad de Camden, en el estado de Tennessee, falleciendo además los músicos Randy Hughes, Cowboy Copas y Hawkshaw Hawkins. 
Tomó su apellido artístico de su primer marido, Gerald Cline, un magnate de la construcción con quien se casó en 1953 y del que se divorció en 1957.
Cline se hizo famosa por su tono rico, emocionalmente expresivo y voz de contralto y su papel como una pionera de la música country. Junto con Kitty Wells, fueron las primeras en mostrar representación femenina en ese género. Cline ha sido citada como inspiración por cantantes de varios estilos. Libros, películas, documentales, artículos y revistas de música documentan su vida y carrera.
Firmó su primer contrato como cantante en 1953 y a pesar de su muerte prematura, llegó a convertirse en una de las cantantes más influyentes en la música popular de Estados Unidos. Aunque comenzó su carrera interpretando música rockabilly, pronto se hizo evidente que su voz era idónea para interpretar temas country desde una perspectiva pop. Sus hits se inician en 1957 con su primer éxito con la composición de Don Hecht y Alan Block "Walkin' After Midnight", Hank Cochran y Harlan Howard "I Fall to Pieces", Hank Cochran "She's Got You", Willie Nelson "Crazy" y a fines de 1963 con la composición de Don Gibson "Sweet Dreams". Se convirtió en una de las artistas más importantes del Grand Ole Opry en 1960.
En 1985 se estrenó una película sobre su vida, titulada Sweet Dreams, en la que el papel de la cantante fue interpretado por Jessica Lange, quien solo puso su imagen, siendo las canciones grabaciones de la propia Patsy. La actuación de Lange le valió una nominación al premio Oscar en la categoría de mejor actriz protagonista.  
Millones de sus discos se han vendido desde su muerte. Ganó premios y reconocimientos, causando que muchos la vean como un ícono al nivel de Jim Reeves, Johnny Cash y Elvis Presley. Diez años después de su muerte, en 1973, fue la primera mujer en ingresar al Country Music Hall of Fame. En 1999, recibió once votos en un especial de VH1's, The 100 Greatest Women in Rock and Roll, por miembros y artistas de la industria del rock. En 2002, artistas de la música country y miembros de la industria votaron por ella como Número Uno en CMT's The 40 Greatest Women of Country Music y quedando en la posición 46° en las "100 Greatest Singers of All Time" patrocinada por la revista Rolling Stone. De acuerdo a dicha publicación se entregó una placa en el Country Music Hall of Fame. "Su herencia de grabaciones a través del tiempo es un testimonio de su capacidad como artista". Fue interpretada dos veces en las principales películas, incluida la película biográfica de 1985 Sweet Dreams protagonizada por Jessica Lange. Durante este tiempo se lanzaron varios documentales y espectáculos, incluido el musical de 1988 Always ... Patsy Cline. Se publicó una caja de discos de 1991 con sus grabaciones que recibió elogios de la crítica. Su álbum de grandes éxitos vendió más de 10 millones de copias en 2005. En 2011, la casa de la infancia de Patsy Cline fue restaurada como un museo para visitantes y fanáticos.

## Primeros años

### Infancia
Cline nació como Virginia Patterson Hensley en Gore, Virginia, a 12 millas de Winchester, siendo la hija mayor de Sam Hensley, un herrero de 43 años y de su esposa Hilda Patterson, una costurera de 16 años. Tenía una hermano y una hermana menores, Samuel y Sylvia. Conocidos familiarmente como Ginny, John y Sis. La familia se mudaba frecuentemente, hasta que finalmente se establecieron en Winchester cuando Patsy tenía ocho años. Sam Hensly abandonó a su familia en 1947, pero los niños en casa sin embargo, fueron felices.
Cline comienza en la música a edad temprana, cantando en la iglesia junto a su madre. Se quería parecer a estrellas como Kay Starr, Jo Stafford, Hank Williams, Judy Garland y Shirley Temple. Tenía un tono autodidacta pero no podía leer música. Cuando Patsy tenía 13 años, fue hospitalizada por una infección severa en la garganta y fiebre reumática. "La fiebre afectó mi garganta y cuando me alivié tenía un voz parecida a la de Kate Smith", comentaría tiempo después.

## Años de adolescencia
Ayudando a su familia por ausencia de su padre, Cline abandonó la secundaria y trabajó en el Triangle Dinner, un negocio de venta de sodas como camarera, que se localizaba en la calle de su escuela primaria John Handley High. Después de estar observando a los ejecutantes a través de la ventana de una emisora local de radio, se puso en contacto con el disc jockey de WINC y con el coordinador de talentos Jimmy McCoy si podía cantar en su show. Su presentación fue bien recibida en 1947 y quedó como miembro del coro. Esto le dio oportunidad de aparecer en clubes nocturnos locales, vestida con ropa western con flecos, que su madre le confeccionó y sería los diseños distintivos de Patsy en sus actuaciones posteriores.
Cline presentó su talento y variedad en este show en Winchester y la zona de Tri-State. Esto incrementó su aparición en la estación de radio local ganando un gran seguimiento. En 1954, Jimmy Dean supo de una joven estrella del country, la escuchó y la llevó al Connie B. Gay's Town and Country Jamboree, un show de radio, que salía al aire en vivo, cada fin de semana en la WARL en Arlington, Virginia.

## Vida personal

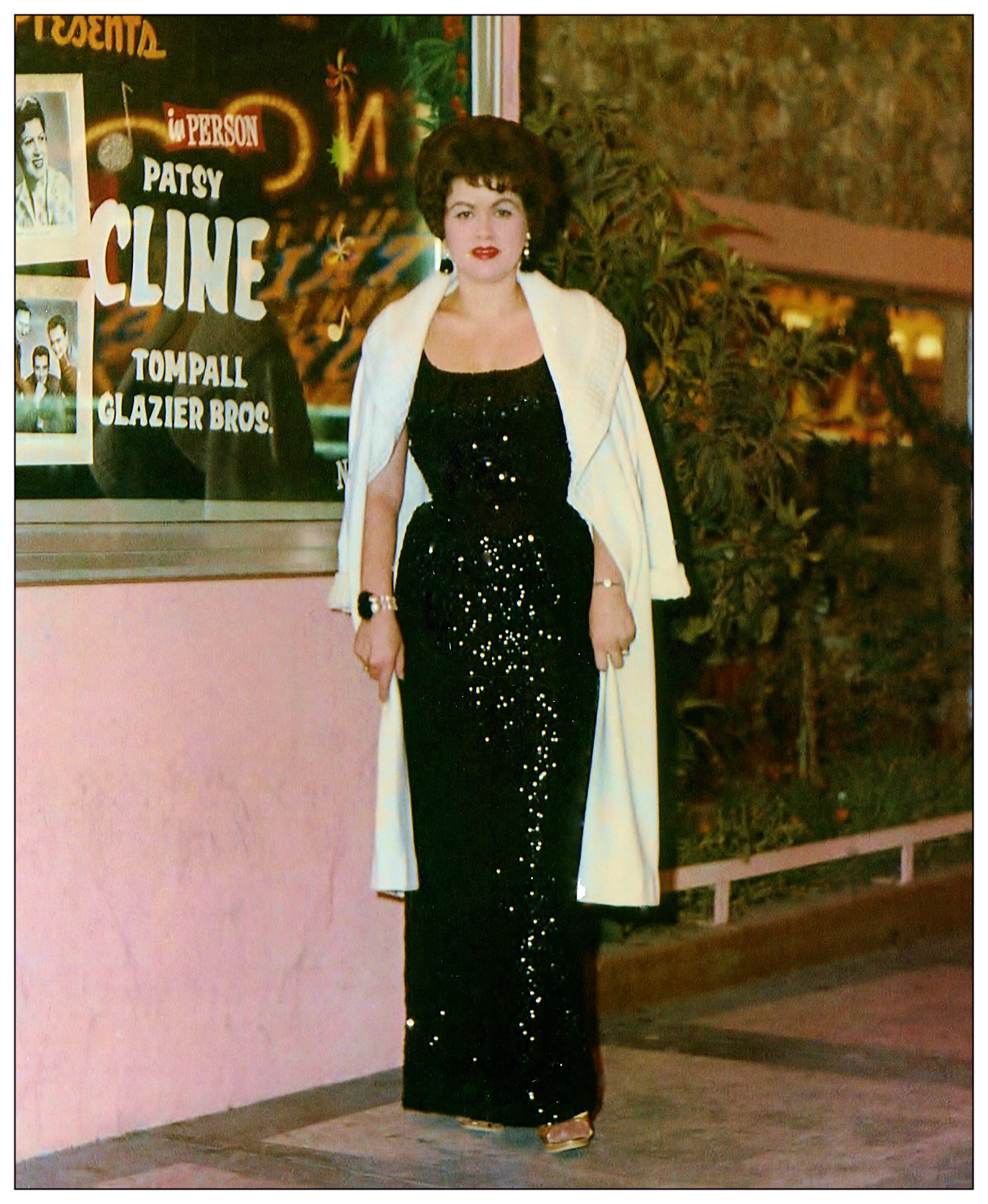
Patsy Cline en el Mint Casino de Las Vegas, Nevada, aproximadamente en 1962.

### Primer matrimonio
Patsy se casó con el contratista Gerald Cline el 7 de marzo de 1953. El matrimonio terminó en divorcio el 4 de julio de 1957. El fracaso de su matrimonio se achacó al conflicto entre el deseo de cantar profesionalmente y sus deseos de ser una simple ama de casa. No tuvieron hijos.

### Segundo matrimonio
Se casó por segunda vez con el operador linotipista Charlie Dick el 15 de septiembre de 1957. Fueron padres de dos niños, Julie Dick nacida el 25 de agosto de 1958 y Dick nacido el 22 de enero de 1961. Su esposo le sobrevivió a su muerte y falleció el 5 de noviembre de 2015 a la edad de 81 años.

## Carrera

### Four Star Records
Bill Peer, su segundo mánager, fue quién le dio el nombre de Patsy, por su apellido, Patterson. En 1955 le ganó un contrato para Four Star Records, sello al cual él estaba afiliado. Four Star la tuvo bajo contrato con Coral, subsidiaria de Decca Records. Patsy firmó con Decca en su primera oportunidad tres años después.
Durante su primer contrato solo grabaría las canciones de los compositores de Four Star, con lo cual Cline se encontró limitada. Más tarde expresaría sobre la firma con el sello, que pensó que nadie la llamaría, por lo cual aceptó el acuerdo. Su primera grabación para Four Star fue "A Church, A Courtroom & Then Good-Bye", que llamó un poco la atención, a través de sus apariciones en the Grand Ole Opry. Estas presentaciones no fueron grabadas perse, dado que no lo estipulaba el contrato y ella podía cantar lo que quisiera, al terminar la temporada. Esto facilitó su sentimiento de "sofocación".
Entre 1955 y 1957, Cline grabó material honky tonk, con canciones como "Fingerprints", "Pick Me Up On Your Way Down", "Don't Ever Leave Me Again", y "A Stranger In My Arms". Cline coescribió las dos últimas. Ninguna de estas canciones tuvieron éxito notable. Experimentó con el rockabilly.
De acuerdo al productor de Decca Records Owen Bradley, las composiciones de the Four Star solo insinuaron el potencial de Patsy. Bradley consideró que su voz debía de ser mejor valorizada para la música pop, pero Cline junto con Peer y los otros productores de Four Star, insistieron en que ella podía cantar música country, y su contrato también lo establecía. Por ese tiempo Bradley trató de darle una canción que pudiera ser considerada para ese tipo de música. Entró en pánico cuando perdió su violín de country y su guitarra de acero. Frecuentemente revelaba que ella deseaba cantar música country y a la tirolesa. Grabó 51 canciones con Four Star.
El 1 de julio de 1955, Cline hizo su debut en un programa de noticias en televisión en una versión acortada del the Grand Ole Opry en ABC-TV. Esto fue seguido de presentaciones en Ozark Jubilee más tarde en ese mes y regresó al show en abril.
En 1956, Cline se reunió con el nativo de Winchester, Charlie Dick, un operador linotipista y hombre con buena suerte con las damas y quién frecuentaba el club local en donde cantaba los fines de semana, en Berryville, Va. a 8 millas de Winchester, con un repertorio de danza donde era el vocalista. Su crudo encanto y persistencia resultaron en pedirle matrimonio a Cline, pero ella estaba de nuevo manteniendo una relación sentimental con su mánager Bill Peer. (Honky Tonk Angel, The Intimate Story of Patsy Cline, Pages 52–55.]. A finales de ese año, mientras miraba material para su primer álbum, "Walkin' After Midnight" apareció, siendo escrita por Don Hecht y Alan Block. A Cline inicialmente no le gustó esta canción porque le recordaba "solo una antigüita y pequeña canción pop". Los compositores y el sello discográfico insistieron en que la grabará.
A finales del otoño de 1956, audicionó para Arthur Godfrey's Talent Scouts en New York City, y fue aceptaba para cantar en el show de la CBS-TV el 21 de enero de 1957. El "descubrimiento" de Cline por Godfrey fue típico. Su buscador de talentos (entonces su madre) presentó a Patsy, quién supuestamente cantaría "A Poor Man's Roses (Or a Rich Man's Gold)". Pero los productores del show insistieron en que cantara "Walkin' After Midnight" en su lugar, desde que ella fue liberada por Decca Records. La canción fue catalogada como una canción country y grabada en Nashville, y el equipo de Godfrey insistió en que apareciera con un vestido de tipo coctel el cual había sido confeccionado a mano por su madre con detalles vaqueros.
Las entusiastas ovaciones de la audiencia hicieron que los aplausos llegaran a la cima, ganando a la competencia. Después del show de Godfrey, los oyentes empezaron a llamar a las emisoras de radio para que les tocaran esa canción, que fue liberada como un sencillo. Claine tuvo una presentación y había aparecido en la TV nacional tres veces, en la cual Godfrey miró por su estrella. Un par de semanas después, Cline aparecerá regularmente en el programa de radio de Godfrey. Desacuerdos sobre su control creativo causaron que fuera despedida.
Después del divorcio de Cline, se casó con Charlie Dick el 15 de septiembre de 1957. Cline consideró a Dick como "el amor de su vida". Su matrimonio recibió mucha publicidad y controversias inclusive mencionando supuestos abusos, maltrato, rumores que persistieron hasta después de su muerte.
"Walkin' After Midnight" (Caminando después de la medianoche) llegó al N.º 2 en la lista de country y al N.º 16 en la lista de pop, haciendo que Cline fuera la primera cantante de música country en tener un hit en ambas listas. La canción fue un éxito al año siguiente. Continuó haciendo presentaciones y actuaciones regularmente en el show de Godfrey por varios años en Ozark Jubilee (después, Jubilee USA). No volvió a tener otro hit con Four Star.
En 1957, grabó "A Stranger in My Arms" (Un extraño en mis brazos) y "Don't Ever Leave Me Again", (No me dejes otra vez) escrita por sus amigos Lillian Clarborne y James Crawford, los únicos que se conocen en que Cline contribuyó en la música, (tocaba el piano por oído), bajo su primer nombre de Virginia Hensley. Four-Star Records colocó como contribuyente en la melodía de Barbara Vaughn de 1956 "Wicked Love", (Amor perverso) llegando a especular que tenía un demo de la canción. Si esto fue así nunca se sabrá.
Después del nacimiento de su hija, Julie en 1958, Cline y su esposo se mudaron a Nashville, Tennessee.

## 1961 regresando – "I Fall to Pieces" (Caigo a pedazos)
En 1959 Cline se reunió con Randy Hughes, un guitarrista de sesión y promoción. Hughes sería su nuevo mánager y la ayudaría en los cambios de sellos discográficos. Cuando el contrato de Four Star finalizó en 1960, firmó para Decca Records-Nashville, dirigida por Owen Dradley, un productor legendario de cantantes de música country. Fue el responsable de muchos éxitos de Cline y por su influencia positiva en las carreras de Brenda Lee y Loretta Lynn. Frecuentemente se asustaba de la opulencia del Nashville Sound en relación con los arreglos. Bradley consideró la voz de Cline la mejor para cantar música country y cruzar con la música pop. Su dirección y arreglos ayudaron a que su voz suave y sedosa fuera un estilo para cantar que le daría fama.
Cline tuvo su primer lanzamiento para Decca con la balada de música country "I Fall to Pieces" (1961), escrita por Hank Cochran y Harlan Howard, la canción tuvo promoción y fue un éxito tanto en estaciones de música country como en música pop. En las listas de música country, obtuvo su primer número uno. La mayor hazaña para un cantante country de esa época, fue que la canción llegó al N.º 12 en las listas de música Pop y N.º 6 en las listas de música contemporánea para adultos, haciendo que una ama de casa demostrará que la mujer podía competir con muchos de los hombres que tenían hits en ambas listas.

## Grand Ole Opry y el escenario en Nashville
El 9 de enero de 1960, Cline realizó el sueño de su vida, cuando el Grand Ole Opry aceptó que se uniera a su elenco, siendo la única persona en ser miembro por una temporada. Fue una de las más grandes estrella de Opry.
Después de ese tiempo, creyendo que "el cuarto podía ser para todos" y confiando en sus habilidades y simpatía, Cline hizo amistad y alentó a mujeres que estaban fuera del campo de la música country en este momento, incluyendo a Loretta Lynn, Dottie West, Jan Howard, a la cantante de 16 años Brenda Lee y a la guitarrista de 13 años, Barbara Mandrell (con la cual Cline haría varias giras). De todas las mencionadas, ella tuvo la mayor influencia de Patsy Cline.

## The Cline
Cultivó un descarado y áspero exterior como "uno de los muchachos", haciendo también amistad con artistas varones. Entre ellos Roger Miller, Hank Cochran, Faron Young, Ferlin Husky, Harlan Howard y Carl Perkins socializando con todos ellos en el afamado bar Tootsie's Orchid Lounge, en la parte de atrás del Opry. En el documental de 1986 The Real Patsy Cline, el cantante George Riddle dijo de ella: "No era inusual para ella el sentarse y tomar una cerveza y decirte una broma, ella nunca fue ofendida por los tipos a quienes les hacía bromas, porque muchos en ese tiempo, aunque les hiciera una broma muy pesada, se lo agradecían! Patsy estaba llena de vida".
Cline utilizaba el término "cariño" con sus amigos, tanto hombres como mujeres y ellos la llamaban "The Cline" (La Cline). Conoció a Elvis Presley en 1962 durante una recaudación de fondos para el St. Jude Children's Research Hospital y ellos intercambiaron sus números de teléfono. Después que él actuó durante una rara presentación en el Grand Ole Opry, ella admiró su música, llamándole el Gran Cariño y frecuentemente grabó con su grupo vocal, The Jordanaires.
Por ese tiempo, Cline tenía el control de su carrera, dejando muy claro que todo lo podía hacer sin un hombre, verbal y profesionalmente y estaba lista para cualquier reto en caso de que interfirieran con ella. En ese tiempo, cuando los promotores de conciertos frecuentemente engañaban a las estrellas con la promesa de pagarles después del show, pero huían con el dinero antes de que el concierto finalizara, Cline demandaba su pago: Decía "no hay pago, no hay show". Recuerda su amigo Roy Drusky en The Real Patsy Cline: "Antes de un concierto, a nosotros nos habían pagado. Y cuando hablabamos acerca de quién iría a decirle a la audiencia que no habría presentación sin pago, Patsy decía: "Yo lo hago". Y lo hacía". Dottie West recordaba 25 años después que "Esto fue un conocimiento común alrededor del pueblo, que no debías de tener un lío con "The Cline".

## Accidente automovilístico
El 4 de junio de 1961, ella y su hermano Sam estuvieron involucrados en una colisión en Old Hickory Boulevard en Nashville. El impacto lanzó a Cline contra el parabrisas y estuvo cerca de morir. Cuando llegó a la escena Dottie West retiró los cristales del cabello de Cline y la acompañó en la ambulancia.
Cuando la ayuda llegó, Cline insistía en que la conductora del otro auto debía ser atendida primero. Más tarde diría que vio a la mujer muerta frente a sus ojos. (West fue testigo y la impresión le dejó una huella imborrable para una decisión desafortunada que ella haría tres décadas más tarde. En 1991, cuando West quedó gravemente lesionada en un accidente automovilístico, insistió en que su conductor fuera atendido primero. West murió por sus lesiones, posiblemente porque ella había rechazado ser atendida inmediatamente). Cline permaneció un mes internada en el hospital, con un gran corte de través en su frente que requirió de puntos de sutura, una muñeca fracturada y luxación de la cadera. Su amigo Billy Walker (quién murió en un accidente automovilístico en 2006) le dijo a Cline que dedicara su vida a Cristo, mientras estaba en el hospital, en donde recibió cientos de cartas y flores de sus aficionados. Cuando fue dada de alta, su frente tenía una cicatriz muy visible. (Por el resto de su carrera, utilizó pelucas y utilizaba maquillaje para ocultar la cicatriz, además de cintas para aliviar la presión que le originaba cefaleas). Seis semanas después regresó a sus giras con una nueva apreciación de la vida.
Una serie de grabaciones tituladas Patsy Cline: Live at the Cimarron Ballroom, de su primer concierto después del accidente, fue lanzado en 1997 y se aprecia a Cline comunicándose con el auditorio, revisando sus actuaciones en su vida. Grabado en Tulsa, Oklahoma, como una prueba de sonido, estos archivos fueron encontrados en al ático por el último dueño de una de las residencias donde vivió Cline, y fueron dadas a su familia.

## "Crazy" (Loca)
Incapaz de capitalizar el éxito de "I Fall to Pieces" debido a la estancia en el hospital, Cline buscó otra grabación que la restableciera. Cuando se introduce en "Crazy", una canción escrita por Willie Nelson, Cline mostró su disgusto por la narrativa que hacía Nelson en el demo de grabación. El martes 17 de agosto de 1961 con Cline en muletas, se realizó la sesión de grabación siendo raro que no pudiera completar la grabación en una toma.
Trabajando en una cabaña (donde el original Bradley's Barn Studio estaba localizado antes de trasladarse a Opryland), trató de seguir la idiosincrasia y el estilo narrativo de Nelson. Cline clamó que esto era muy difícil por su cadera, lesionada en el accidente, haciendo muy difícil para ella alcanzar las notas altas. En ese momento en que ella estaba por grabar cuatro canciones en tres horas, entró en la sesión de "Crazy" la cual duró cuatro horas para una sola canción. Esto decidió que Cline podría regresar el siguiente lunes y simplemente cantaran los coros, sobreponiendo su voz en la mejor grabación instrumental. Posteriormente alcanzaría las notas altas, grabando su parte en una toma simple.
La apelación popular de la versión final fue atribuida a Bradley quién manejó el miedo de Cline, porque la convenció de que grabará como una única persona. La canción vendría siendo una representación íntima de Cline y sería vista como una versión diferente a la de Willie Nelson. Ahora un clásico, últimamente "Crazy" está firmada como la canción de Cline. Muchos años después esta canción sería interpretada con éxito por el cantante español Julio Iglesias con éxito.
A fines de 1961, "Crazy" fue un éxito que atravesó los géneros musicales de country y pop llegando al Top 10 en las listas. Sería el más grande hit pop de Cline, cuando la canción llegó al número 9 en las listas estadounidenses Hot 100 y el N.º 2 en ambas, Hot Country Songs y en Adulto Contemporáneo. El álbum lanzado en noviembre de 1961 titulado Patsy Cline Showcase, presentando ambos hits de Cline en ese año. Loretta Lynn más tarde en su álbum I Remember Patsy, recordó que en una noche premiaron a "Crazy" en el Grand Ole Opry, recibiendo tres ovaciones de pie por el público asistente.

## Sentimentalmente suyos
En el otoño de 1961, Cline regresó al estudio de grabación para la realización de un álbum para principios de 1962. Una de sus primeras canciones fue "She's Got You", escrita por Hank Cochran, el cual inclinado puso la canción sobre el teléfono de Cline y sintió el amor que había en la melodía. Fue una de las pocas canciones que se alegró de grabarlas. Lanzada como un sencillo en enero de 1962, esta canción llegó al número 14 en las listas de pop y al N.º 3 en los charts de música contemporánea para adultos (originalmente llamada "Easy Listening"), y su segundo y final número 1° en las listas country. Nunca más volvería a entrar a las listas pop durante su vida.
"She's Got You" fue también la primera entrada de Cline en las listas del Reino Unido, llegando al N.º 43. La versión por Alma Cogan, una cantante británica muy popular en la década de los 1950s fue mejor presentada. (El récord de mayor venta en el Hit Parade del Reino Unido entró después de su muerte como una versión estándar, "Heartaches", permaneciendo en el Top 30 a fines de 1962).
Siguiendo el éxito de "I've Got You", Cline liberó una cadena de pequeños éxitos country, incluyendo el Top 10 "When I Get Thru' With You", "Imagine That", "So Wrong", y "Heartaches". Estos no fueron grandes hits pero llegarían al Top 20 y al Top 10.
En 1962, apareció en Dick Clark's American Bandstand y lanzó su tercer álbum, Sentimentally Yours en agosto. Cuando respondió en una entrevista en WSM-AM acerca de su estilo de canto, ella dijo: "Oh, solo canto como si estuviera herida por dentro".
La vida en gira constante empezó a desgastar a Cline. No estaba mucho tiempo con sus hijos, Julie y Randy, y eso fue el inicio de hablar de un cierto hartazgo. Pero Randy, su mánager, insistió en que ellos deberían abanicar mientras el hierro estuviera caliente.

## En la cima
Patsy Cline fue la primera estrella femenina de la música country con show propio y en recibir una facturación superior a la de las estrellas masculinas con las cuales viajaba. Mientras las bandas típicamente respaldaban a la cantante femenina, Cline era la líder de la banda durante los conciertos. Era tan respetada por los hombres en la industria que en lugar de introducirla ante las audiencias como "Pretty Miss Patsy Cline", (La Bonita señorita Patsy Cline) como habitualmente lo eran sus contemporáneas, a ella le reservaban introducciones más majestuosas, como lo haría Johnny Cash en su gira de 1962: "Ladies and Gentlemen, The One and Only – Patsy Cline". (Damas y caballeros, la uno y única Patsy Cline). Como artista ella tenía para su público un alto respeto, muchos de ellos serían sus amigos, permaneciendo horas después de los conciertos para charlar y firmar autógrafos.
Cline fue la primera mujer en la música country en presentarse en el New York's Carnegie Hall, compartiendo cartel con los miembros de Opry Minnie Pearl, Jim Reeves, Faron Young, Bill Monroe, y Grandpa Jones. La presentación obtuvo fuerte desaprobación de la columnista de chismes de la farándula Dorothy Kilgallen por la manera elocuente de los shots. En Los Ángeles, encabezó el Hollywood Bowl con Cas. Y en diciembre de 1962, fue la primera mujer en la música country en encabezar su propio show en Las Vegas, Nevada en el Mint Casino.
Este éxito hizo que Cline comprara el hogar de sus sueños en Goodlettsville, un suburbio de Nashville, decorado en su propio estilo. Destacaba el polvo de oro en los azulejos del baño y un cuarto de música con lo último en equipo de sonido. En The Real Patsy Cline, Lynn recuerda: "llamaba del patio de enfrente y decía: "No es esto lindo? Ahora nunca seré feliz hasta que mi mamá este aquí". Cline la llamó "The house that Vegas built", (la casa que Las Vegas construyó), dado que el costo fue cubierto por sus ganancias en esa ciudad. Después de su muerte, el hogar de Cline fue vendido a la cantante Wilma Burgess.
Con la nueva demanda para Cline de altas audiencias, reportaban que le pagaban mil dólares por presentación hacia el final de su vida. Esto era inaudito para una mujer de la música country, cuando el promedio de paga por show era de 200 dólares en ese tiempo. Por su penúltimo concierto en Birmingham, Alabama, cobró 3 mil dólares.
El reto de un nuevo sonido sofisticado, reinventaría el estilo personal de Cline, abandonando sus trajes vaqueros del Oeste por elegantes trajes, vestidos de coctel, tacones aguja y pantalones de lame dorado. En los tiempos anteriores a que los apretados pantalones de cuero de Tanya Tucker y del famoso vestido rojo de Reba McEntire sorprendieran y se establecieran en la música country, la nueva imagen de Patsy se consideró como la más arriesgada y sexy nunca antes vista. El personal de la música country y los fanes estaban más acostumbrados a ver vestidos de calicó. Al igual que su sonido, el estilo de moda de Cline fue primero criticado y luego copiado. Adoraba también los aretes colgantes, los labios pintados de color rojo rubí y su perfume favorito era Wind Song.
Durante sus últimos cinco años y medio de carrera, Cline recibió una docena de premios por sus éxitos y tres más posteriores a su muerte por Music Reporter, Billboard Awards and Cashbox.
Cline escribió sobre su éxito en una carta a su amiga Anne Armstrong: "Esto es maravilloso --- pero que será para el 63?. Estoy consiguiendo que vean y puedan seguir a Cline".
Durante el mismo período, Dottie West, June Carter Cash, y Loretta Lynn recordaron que Cline decía que sentía algo inminente de pérdida y que no esperaba vivir mucho tiempo. Cline era excesivamente generosa, tanto con su personal como con sus amigos. Escribió cuando estaba estacionado el avión de Delta Air Lines, respondiendo a sus amigos íntimos que cuidaran de sus niños si a ella le pasaba algo. Le dijo al cantante bajo de The Jordanaires Ray Walker que saldría de Grand Ole Opry una semana antes de su muerte: "Cariño, he tenido dos cosas malas (accidentes). El tercero tendrá el encanto de matarme".

## Últimas sesiones
A principios de febrero, Cline había regresado al Quonser hut para grabar su cuarta sesión y poder terminar el álbum con nuevo material, titulado originalmente "Faded Love". Mezclando el country normal con pop clásico como "Always" y "Does Your Heart Beat for Me" de Irving Berlin estas sesiones fueron las más escuchadas contemporáneamente de su carrera. Presentó una fuerte sección de cuerdas con instrumentos no convencionales de la música country. Antes de su muerte, Owen Bradley le habló de la autora Margaret Jones, en donde él y Cline habían hablado de hacer un álbum con canciones para un show con patrón estándar, incluyendo "Can't Help Lovin' Dat Man", dado que Cline había sido fan de Helen Morgan, quien había grabado la canción en 1927.
Se involucraba con las historias de las canciones, llorando muchas veces al final de sus sesiones. La cruda emoción se podía escuchar en cada pista como "Sweet Dreams" y al final de "Faded Love". En la fiesta posterior a la grabación, después de las sesiones del 7 de febrero, de acuerdo a la cantante Jan Howard en el documental Remembering Patsy, Cline levantó una copia de su primera grabación y haciendo un gesto hacia la cabina de grabación como refiriéndose a sus nuevas pistas dijo: "Bien aquí esta es ...... la primera y la última".
Loreta Lynn, también presente en la fiesta después de la grabación escuchó decirle a su esposo Mooney levantarse de la cama siendo amonestado a petición de la cantante "Oh Patsy!" llorando. Desconcertada, la cantante dijo: "Oh, no se molesten. Estoy solo hablando acerca de mi primera grabación comparada a las otras de esta noche. Escuchen la diferencia". Cline moriría un mes más tarde.

## Muerte
El 3 de marzo de 1963, Cline actuó en un acto benéfico para el Soldiers and Sailors Memorial Hall, Kansas City, Kansas, y para la familia del disc jockey "Cactus" Jack Call, que había muerto en un accidente automovilístico poco menos de un mes antes. Call fue por largo tiempo el DJ para KCRN, pero había cambiado a KCMK una semana antes de su muerte el 25 de enero de 1963 a la edad de 39 años. También se presentó en el show George Jones, George Riddle y The Jones Boys, Billy Walker, Dottie West, Wilma Lee y Stoney Cooper George McCormick, The Clinch Mountain Boys así como Cowboy Copas y Hawkshaw Hawkins.
Cline, enferma de gripe, dio tres presentaciones, a las 2 y 5 de la tarde y a las 8 de la noche, una presentación agregada debido a la demanda popular. Todas las actuaciones fueron en un salón. Para las dos de la tarde, hora del show, se presentó con su vestido azul cielo adornado con tul. Para las 5:15 ella se presentó con un vestido rojo intenso y para el cierre del show a las 8 de la noche, Cline uso un vestido de chifon blanco, cerrando el evento con una estruendosa ovación. Su canción final fue la última que grabó el mes antes: "I'll Sail My Ship Alone".
Cline, que había pasado la noche en el Town House Motor Hotel, fue incapaz de volar el día después del concierto, porque el Fairfax Airport estaba con niebla. West le preguntó a Patsy si viajaba en automóvil con ella y su esposo, Bill, que regresaban a Nashville (16 h de viaje), pero Cline respondió diciendo: "No te preocupes por mí, Hoss. Cuando este mi tiempo de irme, ese sera mi tiempo". El 5 de marzo, llamó a su madre desde el motel y chequeó su salida a las 12:30 PM, abandonando el aeropuerto para abordar una Piper PA-24 Comanche, con número de registro N-7000P. La avioneta se detuvo en Misuri para recargar combustible y posteriormente despegó del Dyersburg Municipal Airport en Dyersburg, Tennessee, a las 17.00.
Hughes era el piloto, pero no estaba capacitado para volar guiándose únicamente por los instrumentos. Hawkins había aceptado el lugar de Billy Walker porque Walker había tomado un vuelo comercial debido a un compromiso familiar. En Dyersburg, Tennessee, el controlador del campo aéreo sugirió que pasaran allí la noche debido a los fuertes vientos y al lluvioso mal tiempo, ofreciendo alojamiento y alimento gratis. Pero Hughes respondió: "He llegado hasta aquí. Estaremos allí antes de que lo sepamos". El avión despegó a las 18:07 (Hughes era el piloto y el instructor de vuelo, Elmo Merriwether. También viajaba Jim Reeves, quién se estrellaría en un accidente aéreo al año siguiente. Ningún piloto tenía registros de instrumentos y ambos se confiaron al campo visual del vuelo conocido ahora como VFR, lo cual es imposible manejar con lluvia en la cara para ambos pilotos).
El vuelo de Cline se estrelló por el mal tiempo en la tarde del 5 de marzo de 1963. Se recuperó su reloj de pulsera el cual estaba detenido a las 18:20. El avión fue encontrado a 90 millas (140 km) de su destino en Nashville, en las afueras de un bosque, en Camden, Tennessee. El examen del médico forense concluyó que todos a bordo habían muerto instantáneamente. Hasta que los restos fueron descubiertos y reportados por radio, amigos y familiares no perdían la esperanza. El abundante intercambio de llamadas locales colapsaron la centralita telefónica al punto de bloquear otras llamadas de emergencia. Las luces de destino del Cornelia Fort Airpark permanecieron encendidas toda la noche, debido al informe de un avión perdido transmitido por radio y TV.
Por la mañana temprano, Roger Miller y un amigo fueron a buscar si había sobrevivientes. "Tan rápido como podía, corrí a traves del bosque gritando sus nombres, a través de lo abrupto por los árboles ----- y llegué a lo alto de esta pequeña colina, oh Dios mío, ellos están aquí. Fue fantasmal. El avión estrellado estaba abajo". Después de que los cuerpos fueron rescatados, rastreadores peinaron el área. Algunos de los artículos personales fueron recuperados y otros eventualmente fueron donados al The Country Music Hall of Fame. Entre ellos se encontraba su reloj de pulsera, el encendedor de cigarros con la bandera confederada, un cinturón tachonado y tres pares de zapatillas de lame dorado. Su salario y sus atuendos de vestuario de la última presentación nunca fueron recuperados.
Según sus deseos, fue traída a su hogar para el servicio funerario, al cual asistieron miles de personas. Fue sepultada en Shenandoah Memorial Park en su hogar en Winchester, Virginia. Su sepulcro está marcado con una placa de bronce, en la cual se lee: "Virginia H. (Patsy) Cline 'La muerte no puede matar lo que nunca muere: Amor'". Con el auxilio de Loretta Lynn y Dottie West, una torre con una campana esta erigida en el cementerio en su memoria, con himnos cantados a las 6 de la tarde, la hora de su muerte. Otro monumento marca el lugar exacto en Fire Tower Road en Fatty Bottom, Tennessee, donde el avión se estrelló en el lejano bosque.

## Familia
La madre de Cline, Hilda Hensley, murió en 1998 de causas naturales a los 82 años. Su padre falleció de cirrosis en 1956.  La Sra. Hensley continuó siendo una costurera en Winchester, Virginia, ayudando en la crianza de sus nietos y raramente dio entrevistas. La hija de Cline, Julie Dick Fudge, dijo en 1985: "Mi abuelita amaba a mi madre y fue muy duro para ella hablarlo (del accidente)". En sus últimos años, Hensley dijo: "Nunca conoceré si mucha gente amaba a mi hija".
Hilda tenía 16 años cuando nació Patsy, y eran las dos muy allegadas. El hermano de Cline murió en el 2004. Su hermana vivió en Virginia, hasta su muerte el 8 de noviembre de 2015. El viudo de Cline, Charlie Dick, reside en Nashville, produciendo documentales sobre Cline y atendiendo las funciones con sus fanes. En 1965, se casó con la cantante Jamey Ryan quién firmó un breve contrato con Columbia Records (CBS hoy Sony), antes del nacimiento de su hijo. Se divorciaron a principios de los años 1970. En la película Swett Dreams, Ryan realizó los coros de una canción: "Blue Christmas" (una canción que Cline nunca grabó).
Su hija Julie tiene cuatro hijos (una, Virginia, nombrada por Cline, murió en un accidente automovilístico en 1994) y seis nietos. Representa el estatus de Cline en funciones públicas.

## Legado

### Impacto y su influencia
En el libro del 2003 Remembering Patsy, el guitarrista y productor Harold Bradley dijo de Cline: "Tomó las normas para ser una vocalista de la música country, planteando el bar. Ahora las mujeres pueden tratar de conseguir un bar...... Si quisieras ser una cantante country, y no la copias a ella, y mucha gente vendrá al pueblo solo por esto y que seas consciente de su técnica. Esto es bueno saberlo, pero fue en el pasado, porque alguien pensó muy fuerte acerca de alguien bonita hasta que la escucharon...... Esto ha dado la fama a cantantes que han venido a mostrar sus talentos una vez. Y espero que sea por siempre".
Cuando Cline hizo su primer comercial grabado en 1955, Kitty Wells era la vocalista principal en el country. Con el tiempo, Cline rompió en forma consistente siendo fabricantes de hits. Wells, conocida como la Reina de la Música Country, era la más grande estrella femenina de la música country. Cline la destronó en 1961-62 ganando el premio de la revista Billboard como Favorite Female Country & Western Artist por dos años consecutivos y el Music Reporter Star of The Year Award for 1962.
Southern Philadelphian una banda pop punk del programa de TV The Wonder Years, hace referencia a Cline en los bajos para "A Song For Patsy Cline" del álbum No Closer To Heaven. La canción hace referencia a Cline en el sentido inminente del destino que conduce hacia su muerte, como cuando llora al final de "Faded Love". (Amor desvanecido).

## Desde entonces

### 1963-1985
Tres canciones póstumas de Cline llegaron posteriormente al Top 10 Country hits: "Sweet Dreams", "Leavin' on Your Mind" y "Faded Love". En lugar de las últimas sesiones hechas y programadas para su álbum y para ser lanzado, fue realizado un álbum doble titulado The Patsy Cline Story el cual salió a la venta en junio de 1963 por Decca (ahora Universal Music Group). El álbum presentaba muchos de sus grandes hits, pocos sencillos que no habían sido liberados previamente en otros álbumes y cerca de la mitad del material grabado durante las sesiones del 4 al 7 de febrero de 1963. En 1988, el material fue nuevamente lanzado con el título The Last Sessions. La programación en este álbum de todos sus sencillos, es presentada en pistas en su orden cronológica de sesión. Dos pistas del período -la primera pista grabada el 4 de febrero (Faded Love) y la última pista grabada el 7 de febrero (I'll Sail My Ship Alone)- no aparecen en esta selección.
A mediados de los años 1960, MCA adquirió a Decca y continuó publicando los albúmenes de Cline hasta el inicio de los años 1970, obteniendo la artista varios hits póstumos otra vez de esta manera. Algún inicio más notable a principios de 1964 con un Top 25 country hit "He Called Me Baby", una canción grabada durante sus "últimas sesiones" en 1963. La pista fue lanzada en su álbum That's How a Heartache Begins. Su álbum de grandes hits, lanzado en 1967, continúa ocasionalmente apareciendo en las listas de música country y fue el álbum que más tiempo ha permanecido en la historia de las listas de música country hasta que Garth Brooks la superó en los años 1990.
En 1973, Cline fue la primera artista femenina en solitario en ser elegida al Country Music Hall of Fame. Johnny Cash anunció el honor para CMA Awards show, el cual fue televisado en vivo desde Ryman Auditorium.
A fines de los años 1970, el nombre de Cline apareció en forma ocasional en artículos de revistas y en entrevistas con West y Lynn, quienes le dieron crédito y se inspiraron en ella, para tener éxito. En su autobiografía de 1976 Lynn indica que nunca grabaría un álbum con los hits de Patsy "porque me lastimaría mucho", diría un año después. El álbum tributo I Remember Patsy, fue lanzado en 1977 y contiene el sencillo "She's Got You" un hit de Cline en 1962 y otras favoritas de Cline como "Crazy", "Back in Baby's Arms" y "Sweet Dreams".
En la autobiografía de Lynn en 1976, Coal Miner's Daughter (La hija del minero), presenta un capítulo dedido a su amistad con Cline. Los espectadores fueron reintroducidos en Patsy cuando el biopic del mismo nombre fue lanzado cuatro años más tarde. Después que Coal Miner's Daughter abrió, MCA relanzó "Always". La banda sonora liberada fue la original de 1963 con los coros y doblajes por muchos músicos del Nashville Sound que habían participado en parte de la escena original. La canción llegó al número 19 de la lista de Hot Country Songs en 1980. En 1981, fueron producidos electrónicamente y liberados dos duetos entre Cline y Jim Reeves, quién murió al año siguiente en otro accidente de aviación. Su dueto de "Have You Ever Been Lonely (Have You Ever Been Blue)", (Te has sentido sola y eso te ha puesto muy triste) fue un N.º 5 en la lista de hits country de ese año y su dueto "I Fall to Pieces" fue un interesante parteaguas en la historia de la música. Al igual que Cline, Reeves obtuvo masivos fanes después de su muerte, así como una buena cadena de éxitos. En 1985 la película "I Fall to Pieces" fue proyectada con la actriz Jessica Lange como Patsy.

### 1990–2000
En 1992, el U.S. Postal Service (Servicio Postal) creó un sello postal en honor de Patsy Cline, solo la otra superestrella country Hank Williams the Carter Family and Bob Wills, habían tenido un sello postal hasta entonces.
Una exhibición de Patsy Cline fue presentada en 1993 cuando el Grand Ole Opry abrió sus puertas en Nashville para su temporada inaugural. Varios de sus premios, trajes de la época, pelucas, maquillaje, cepillos para el cabello y una réplica del hogar de sus sueños y mostrando el salón de música. El año que se cumplió el 30.º aniversario de su muerte, Opry presentó un segmento nocturno como tributo a Cline, Hawkins y Copas. Asistió el viudo y su hija, su gran amiga Jan Howard le dio tributo a Cline, cantando "I Fall to Pieces" (coescrita por Howard su exesposo, Harlan Howard). Lynn siguió con la clásica "She's Got You". Más tarde en ese año, Lynn, Dolly Parton y Tammy Wynette incluyeron una versión de Cline de "Lovesick Blues" con su Honky Tonk Angels trio album, cantando solo con Cline como coros originales de muchas pistas grabadas. Un año después, Cline sería miembro de Texas Cowgirl Hall of Fame.
En 1997, la grabación de Cline, "Crazy" fue nominada como número uno de las cajas de his de todos los tiempos. "I Fall to Pieces" llegó al N°17. En 1998, fue nominada para Hollywood Walk of Fame por un fan, recibiendo la estrella póstuma en 1999. Más tarde una calle fue nombrada en su honor la cual está detrás de Universal Studios.
También en 1999, el programa de videos de la televisión, la nombró en el lugar número 11 de 100 Greatest Women of Rock and Roll. (Grandes mujeres del Rock and Roll). Fue también honrada con Nashville Golden Voice Award en esa Legend Category ese mismo año.

### 2000 y presente
En el 2002, CMT nombró a Cline en el primer lugar de las 40 Greatest Women of Country Music, votada por miembros de la industria de la música. "I Fall to Pieces" estuvo en la lista en el lugar N.º 107 de RIAA en su lista de Songs of this Century en 2001 (Canciones del siglo). Lynn lanzó una secuela de su autobiografía, Coal Miner's Daughter, llamada Still Woman Enough y dedicando una vez más un capítulo a su amistad con Cline (llamada "Still Thinking of Patsy").
A principios de 2005, Patsy Cline's Greatest Hits fue certificado por RIAA como diamante por venta de 10 millones de copias. El álbum fue enumerado como Longest-Charting Title by a Female Artist en la edición del 2005 de Guinness Book of World Records. Para su 40° aniversario en 2007, Bob Ludwig remasterizó el álbum y presentó un cover del original de 1967.
Más tarde en 2007, el hogar de su infancia en Winchester, Virginia, fue premiado como un sitio importante con una placa de bronce para una plaza en The National Register of Historic Places. La casa obtuvo un lugar en Virginia Landmarks Register y tiene un marcador histórico del Estado de Virginia en la calle de enfrente. Cada año, en el fin de semana del día del trabajo, miles de fanáticos celebran el cumpleaños de Cline en Shenandoah Memorial Gardens. El viudo de Claine, su hija y todos sus nietos y bisnietos, así como otros miembros de la familia, atendieron la 20.ª reunión el 8 de septiembre de 2007. Después de una multimillonaria renovación de su antigua escuela, construida en 1923, las autoridades dedicaron EL The Patsy Cline Theatre en 2009. Winchester construyó también una torre con una campana en el Shenandoah Memorial Park y nombró dos caminos con el nombre de ella: the Patsy Cline Memorial Highway y Patsy Cline Boulevard.

## Discografía
Álbumes de estudio
- 1957: Patsy Cline
- 1961: Patsy Cline Showcase
- 1962: Sentimentally Yours

Álbumes de estudio póstumos
- 1963: The Patsy Cline Story, compilación de Decca Records
- 1964: A Portrait of Patsy Cline
- 1964: That's How a Heartache Begins
- 1980: Always
- 1991: The Patsy Cline Collection, compilación cuádruple de MCA